# Engie Global Markets
Pour les articles homonymes, voir Gaselys (homonymie).
ENGIE Global Markets (anciennement GDF Suez Trading, anciennement Gaselys), est une filiale du groupe ENGIE spécialisée dans la gestion du risque dans le domaine de l'énergie. Elle propose des solutions pour aider ses clients à gérer les risques liés à la volatilité des prix et à l'incertitude des marchés de l'énergie.
ENGIE Global Markets s'est imposée comme l'un des tout premiers intervenants sur le gaz naturel et occupe une position reconnue sur le marché français de l'électricité.

## Historique
Société par actions simplifiée, fondée 2001, Gaz de France (51%) crée, avec la Société générale (49%), Gaselys, une filiale spécialisée dans la gestion du risque dans le domaine de l'énergie.
Le 12 mai 2010, GDF Suez et Société Générale annoncent la fin de leur coentreprise. Le 30 septembre 2010, la Société générale cède les parts qu'elle détient dans Gaselys à COGAC (filiale de GDF SUEZ).
Le 2 mai 2011, GDF Suez fusionne les activités de Gaselys et d'Electrabel Trading et fonde ainsi GDF Suez Trading.
Le 21 mai 2016, GDF Suez Trading change de nom et devient ENGIE Global Markets.

## Activités
ENGIE Global Markets intervient sur les marchés du gaz naturel, de l'électricité et du dioxyde de carbone (CO2). La société propose des solutions pour aider ses clients à gérer les risques liés à la volatilité des prix et à l'incertitude des marchés de l'énergie.
Cette société a acquis une solide réputation sur le marché du gaz naturel, en particulier en Europe. Elle est également un acteur important sur le marché de l'électricité en France. La société est membre de plusieurs bourses d'énergie, notamment ICE Futures Europe, EEX, Powernext et CME.
ENGIE Global Markets s'est également engagée à promouvoir les énergies renouvelables et l'efficacité énergétique. La société travaille avec ses clients pour élaborer des solutions énergétiques durables et aider à la transition vers une économie à faible émission de carbone.
Cette entité du Groupe ENGIE dispose d'une équipe de professionnels expérimentés qui travaillent en étroite collaboration avec ses clients pour comprendre leurs besoins spécifiques et élaborer des solutions personnalisées. La société a des bureaux à Paris, Bruxelles, Londres, Houston, Bucarest, Mexico, Madrid, Rome, Varsovie et Singapour.

Toutes les solutions disponibles sont proposées par ENGIE Global Markets sont présentées sur le site vitrine d'ENGIE Global Energy Management & Sales.
Site web officiel d'ENGIE Global Markets